# Łącznik elektryczny
Łączniki elektryczne – aparaty elektryczne przeznaczone do załączania lub wyłączania prądu w jednym lub większej liczbie obwodów elektrycznych. Łącznik może być przeznaczony do jednej lub obu tych czynności łączeniowych. Przemieszczenie styków ruchomych łącznika z jednego położenia granicznego w drugie położenie graniczne nazywa się przestawieniem. Ogólna definicja łącznika obejmuje wszystkie urządzenia przeznaczone do wykonywania operacji łączeniowych. 

## Podział i rodzaje
Łączniki elektryczne można ze względu na przeznaczenie do pracy w określonych sieciach elektrycznych klasyfikować wg rodzaju prądu, napięcia, funkcjonalności sterowniczej (pierwsze trzy klasyfikacje poniżej).
Ze względu na rodzaj prądu w torze głównym łączniki dzieli się na łączniki:
- prądu stałego
- prądu przemiennego
- stałego i przemiennego (uniwersalne)

Ze względu na wartość napięcia rozróżnia się następujące łączniki:
- niskonapięciowe – przeznaczone do pracy w układach elektroenergetycznych prądu przemiennego o napięciu nie wyższym niż 1000 V oraz w układach elektroenergetycznych prądu stałego o napięciu nie wyższym niż 1500 V
- wysokonapięciowe – przeznaczone do pracy w układach elektroenergetycznych o napięciach powyżej 1000 V dla prądu przemiennego i powyżej 1500 V w przypadku prądu stałego.

Ze względu na funkcjonalność sterowniczą możemy wyróżnić łączniki:
- główne
- pomocnicze.

Spośród mnogości łączników pomocniczych można wyróżnić przyciski, oraz łączniki drogowe, w tym łączniki krańcowe.
Łączniki drogowe to łączniki pomocnicze działające pod wpływem ruchomej części maszyny, gdy część ta osiągnie przewidziane położenie
Łączniki krańcowe, zwane też wyłącznikami krańcowymi, krańcówkami lub wyłącznikami bezpieczeństwa, to łączniki drogowe powodujące otwieranie skuteczne (inaczej otwieranie niezawodne), to znaczy dające pewność, że wszystkie zestyki główne łącznika są otwarte, gdy manipulator (napęd) łącznika jest w położeniu otwarcia, a ruchoma napędzająca część maszyny osiągnie położenie krańcowe.
Ze względu na sposób załączania lub wyłączania prądu łączniki dzieli się na:
- łączniki mechanizmowe – załączanie lub wyłączanie prądu odbywa się za pomocą mechanicznych zestyków rozłącznych
- łączniki półprzewodnikowe – załączanie lub wyłączanie prądu odbywa się za pomocą sterowania przewodnictwem półprzewodnika (np. stycznik elektroniczny)
- łączniki hybrydowe – łączą w sobie elementy półprzewodnikowe i mechanizmowe.

Ze względu na sposób utrzymywania styków w położeniach ustalonych łączniki dzielimy na: 
- zamkowe
- stycznikowe

Zamek w łączniku zamkowym rygluje napęd i posiada mechanizm zapadkowy umożliwiający utrzymywanie styków w żądanym położeniu bez trwale przyłożonej siły wymuszającej. Dla otworzenia wyłącznika konieczne jest zadziałanie odrębnego urządzenia wyzwalającego działającego na zamek. 
W odróżnieniu od łącznika zamkowego stycznik zapadki nie posiada, a w czasie całej jego pracy musi istnieć siła utrzymująca styki w żądanym położeniu, np. elektromagnes, który działa tylko wtedy, gdy jest przyłożone do niego napięcie sterownicze.
Łączniki mechanizmowe klasyfikuje się także w zależności od rodzaju napędu, który ma dokonywać przemieszczenia styków: np. ręczny, elektromagnetyczny, elektryczny silnikowy, pneumatyczny.
Istotnym kryterium podziału, które łączy się ściśle z ogólnie przyjętymi nazwami łączników, jest wartość największego prądu wyłączalnego przez łączniki. Z tego względu rozróżnia się:
- wyłączniki
- rozłączniki
- odłączniki

Każdy z wyżej wymienionych łączników może przenosić bez ograniczeń prądy robocze i krótkotrwałe zakłóceniowe (przeciążeniowe i zwarciowe), a podany podział dotyczy możliwości załączania i wyłączania prądu. 
Nazwę prądy zwarciowe stosuje się potocznie, ściślej mamy na myśli prądy wyłączalne większe, niż 10-krotna wartość prądu znamionowego cieplnego.
Odłącznik nie może załączać i wyłączać prądu, nie jest do tego konstrukcyjnie przystosowany, operuje się nim wyłącznie w stanie bezprądowym. W starszych zastosowaniach dopuszczano łączenie prądu biegu jałowego transformatora i krótkich linii elektroenergetycznych, obecnie prawie nie stosowane. W tej kategorii mieści się także uziemiacz. Odłącznik i uziemiacz mogą służyć wyłącznie do otwierania lub zwierania niezasilonej drogi prądowej. Stosuje się dla podniesienia bezpieczeństwa robót przy urządzeniach elektroenergetycznych: odłącznik w celu stworzenia dodatkowej przerwy izolacyjnej, uziemiacz w celu zapewnienia wyłączenia (we współpracy z innymi układami) przy przypadkowym podaniu napięcia.
Osobnym rodzajem łącznika jest zwiernik. Nie należy on do żadnej z wymienionych grup łączników, ale ze względu na budowę omawia się go przy odłącznikach. Jest to urządzenie stosowane do celowego stwarzania zwarć doziemnych, ale po to, aby te zwarcia zostały szybciej wykryte i wyłączone przez nadzorujący układ wyłącznik. Jest to rozwiązanie oszczędnościowe w mniej ważnych rozdzielniach.
Rozłącznik może załączać prądy robocze i przeciążeniowe, nie może wyłączać prądów zwarciowych.
Wyłącznik może załączać i wyłączać prądy robocze, przeciążeniowe i zwarciowe.
Każdy z wymienionych łączników może mieć napęd ręczny lub jakiś rodzaj napędu mechanicznego.
Niezależnie od rodzaju napędu w rozłączniku i wyłączniku dociskanie i otwieranie styków odbywa się z prędkością ustaloną przez projektanta (także przy napędzie ręcznym). Z wyjątkiem wyłącznika pneumatycznego styki są przestawiane za pomocą sprężyn, a napęd (ręczny lub mechaniczny) służy tylko do ich napinania. Już w chwili gotowości wyłącznika do załączenia co najmniej musi być gotowy do wyłączenia zestaw sprężyn wyłączających, tak aby wyłączenie zawsze było możliwe.
Bezpiecznik – jest wyłącznikiem jednorazowego użytku, służy do jednokrotnego przerywania prądów zwarciowych i przeciążeniowych.
Wysokonapięciowe wyłączniki mocy są aparatami najbardziej skomplikowanymi i mogą bez szkody wielokrotnie wyłączać prądy zwarciowe (w zakresie ustalonej trwałości urządzenia).
Względy praktyczne zadecydowały, że do dużej ilości łączeń, w tym łączeń w automatycznych cyklach sterowania, stosuje się rozłączniki najlepiej do tego technicznie przystosowane, choć nie mogące przerywać prądów zwarciowych. Powszechnie do dużej ilości cykli roboczych stosuje się styczniki w wykonaniu rozłącznikowym.
Natomiast wyłączniki powinny zapewnić dużą wytrzymałość zwarciową przy niezbyt dużej częstości łączeń, co pozwala na ich stosowanie jako sieciowych łączników zwarciowych.
W związku z powyższym wyłączniki do planowych łączeń stosuje się tylko, gdy to niezbędne, za to w szczególności korzysta się z ich zdolności do interwencyjnego wyłączenia. Standardowo wyłącznik współpracuje z układem wyzwalania, który po wykryciu zakłócenia dokonuje samoczynnego wyłączenia wyłącznika. Nawet, jeśli napęd był ręczny otwarcie nastąpi automatycznie. W prostych rozwiązaniach układ wykrywania zakłócenia jest konstrukcyjną częścią wyzwalacza, w rozwiązaniach bardziej wymagających jest to osobny moduł automatyki zabezpieczeniowej oddziałujący na wyzwalacz. Automatyczne załączanie za pomocą wyłącznika stosowane jest praktycznie tylko w wysoce specjalizowanych operacjach, jak Samoczynne Załączanie Rezerwy, Samoczynne Ponowne Załączenie, rezerwacja technologiczna urządzeń, synchronizacja generatorów.
Podział łączników z uwagi na środowisko gaszenia łuku:
- gazowe:
  - powietrzne normalnociśnieniowe
  - pneumatyczne (ze zwiększonym ciśnieniem)
  - z sześciofluorkiem siarki SF6
- cieczowe:
  - pełnoolejowe
  - małoolejowe
  - wodne
- gazowydmuchowe
- ze stałym materiałem gaszeniowym:
  - bezpieczniki piaskowe
- próżniowe.

W praktyce operuje się zazwyczaj nazwami łączników wynikających częściowo z podziału według kryterium wartości prądu wyłączeniowego, a częściowo z podziału według kryteriów konstrukcyjnych z dodatkowymi informacjami dotyczącymi rodzaju prądu, wartości napięcia i innych cech charakteryzujących, np. wyłącznik pneumatyczny wysokiego napięcia prądu przemiennego, rozłącznik gazowydmuchowy wysokiego napięcia prądu przemiennego itp.

## Łączniki elektroenergetyczne niskonapięciowe
Łączniki elektroenergetyczne niskiego napięcia wytwarzane są na prądy znamionowe ciągłe w granicach od części ampera do kilku tysięcy amperów, napięcia znamionowe do 1000 V prądu przemiennego i 1500 V prądu stałego oraz o różnych innych parametrach technicznych, określanych właściwościami łączników. W łącznikach o określonym przeznaczeniu uzyskuje się różne układy połączeń zestyków głównych i pomocniczych, zmieniając położenie dźwigni napędu. 
Podobnie, jak przy łącznikach wysokonapięciowych rozpowszechniony jest między innymi podział ze względu na zdolność łączeniową. W ten sposób wyróżnić można:
- łączniki izolacyjne (odłączniki) – przeznaczone do sporadycznego załączania i wyłączania obwodów w stanie bezprądowym lub przy prądach o niewielkiej wartości
- łączniki robocze (rozłączniki) – przeznaczone do załączania i wyłączania obwodów obciążonych prądami roboczymi
- łączniki zwarciowe czyli wyłączniki – przeznaczone do załączania i wyłączania obwodów obciążonych prądami roboczymi oraz zwarciowymi

W klasyfikacji wg przeznaczenia można wyróżnić łączniki manewrowe – przeznaczone do sterowania pracą odbiorników, na przykład silników, charakteryzujące się dużą trwałością mechaniczną i łączeniową oraz znaczną lub bardzo dużą znamionową częstością łączeń. Odmianą łączników manewrowych są przełączniki.
Ze względu na napęd łączniki niskiego napięcia można podzielić na ręczne i automatyczne.
Do łączników ręcznych zalicza się łączniki:
- instalacyjne
- wtykowe
- warstwowe
- drążkowe
- przyciski

Do łączników automatycznych zalicza się łączniki:
- styczniki
- łączniki bezstykowe
- wyłączniki
- bezpieczniki.

Stosowana nazwa łączniki instalacyjne jest różnie interpretowana przez źródła. Według jednych łączniki instalacyjne to tylko ręczne łączniki stosowane w niskonapięciowych instalacjach mieszkaniowych, bytowych, nieprzemysłowych, ale np. tzw. wyłączniki instalacyjne powszechnie są stosowane w przemyśle. Należy przyjąć, że chodzi o instalacje niskonapięciowe trwałe, w odróżnieniu od przenośnych, obsługiwanych wtyczkami.